# Ramona Strugariu
Ramona Strugariu (n. 6 august 1979, Bârlad, România) este o politiciană română, aleasă deputată în Parlamentul European în legislatura 2019–2024. 
A fost copreședintă a Partidului REPER, alături de Dragoș Pîslaru, în urma alegerilor din 6 mai 2023.
În plus față de atribuțiile sale de comisie, Strugariu este susținătoare a intergrupului pentru combaterea corupției al Parlamentului European. 
În 2025 Ramona Strugariu este Directoarea Institutului Național al Justiției din Republica Moldova.